# Heliga Treenighetens katedral, Kraljevo
Heliga Treenighetens katedral (serbiska: Саборна црква Свете Тројице/Saborna crkva Svete Trojice), tidigare Karanovačka (Карановачка), är en serbisk-ortodox katedral belägen i staden Kraljevo, i Raška distrikt i den statistiska regionen Šumadija och västra Serbien, i Serbien.
Katedralen är helgad åt Treenigheten och tillhör det serbisk-ortodoxa stiftet Žičas stift.

## Historik
Heliga Treenighetens katedral i Kraljevo började byggas år 1824. Klocktornet byggdes 1839.
Fram till 1882, efter platsen där den ligger, kallades kyrkan Karanovačka.
Under de tider där det serbiska folket kämpade för befrielse från Osmanska riket, stannade furste Miloš Obrenović I regelbundet i denna katedral på grund av sitt initiativ att återställa den.
Katedralen har varit biskopssäte sedan 1859, då biskopens säte överfördes dit från Čačak.
De tre klockorna som donerades till katedralen, varav en från prins Aleksandar Karađorđević, togs bort av tyskarna under första världskriget. Klockan elektrifierades 1991 och klocktornet har två klockor.
I maj 1984 påbörjades restaureringen av katedralens ikonostas, som varade i flera månader. Efter den lyckade restaureringen fick kyrkan en stor ikon föreställande Treenigheten, som brukar dra till sig besökare till katedralen.
När kyrkan ursprungligen byggdes var dess tak gjort av kakel. Detta ledde till att när det snöade, blåste vinden in snön under tegelplattorna och det resulterade i att putsen lossnade och föll av överallt. För att lösa detta problem beslutades det 1896 att takpannorna från kyrkan skulle tas bort och istället täckas med zinkplåt.

## Bilder

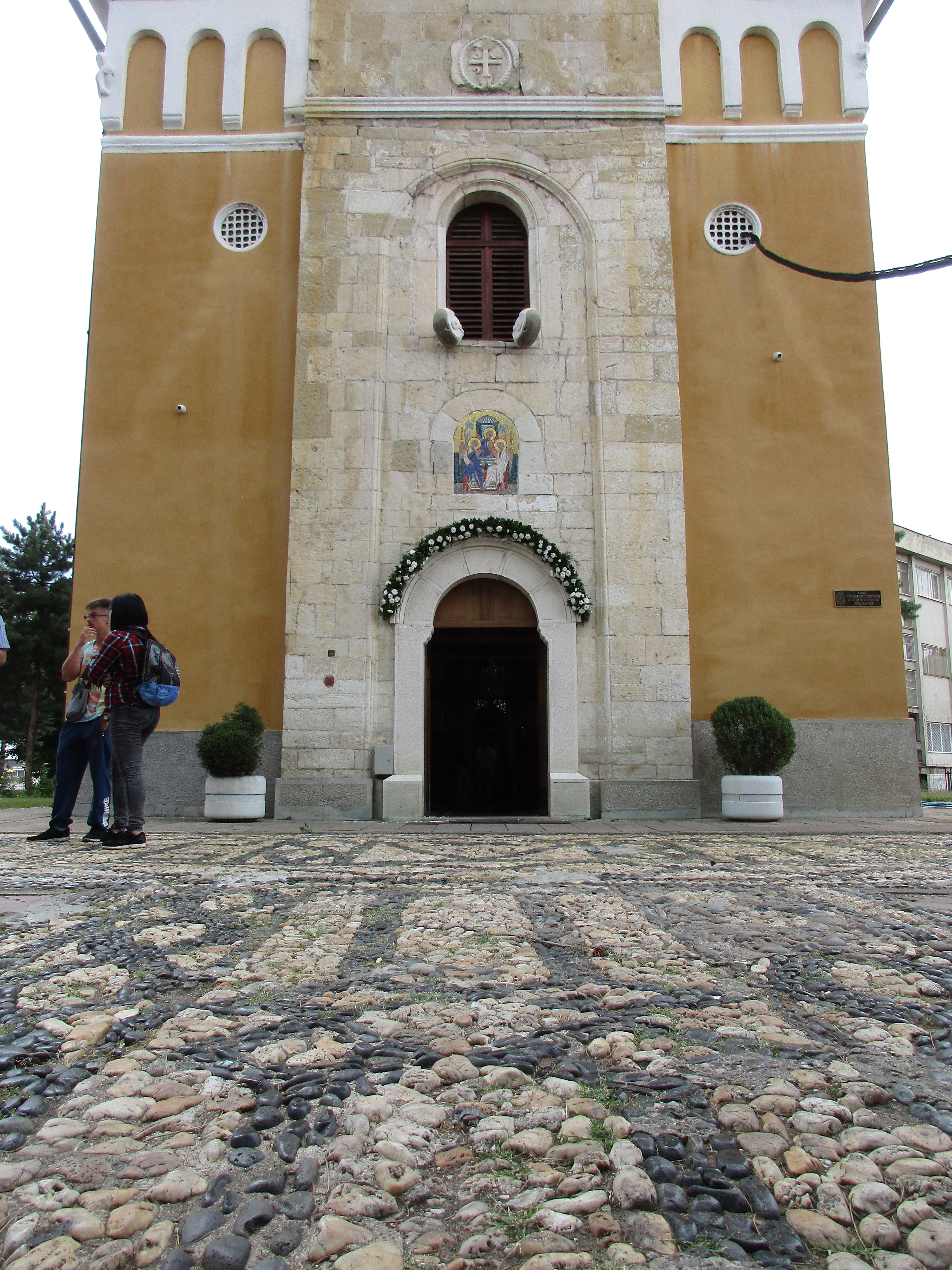
Ingången.
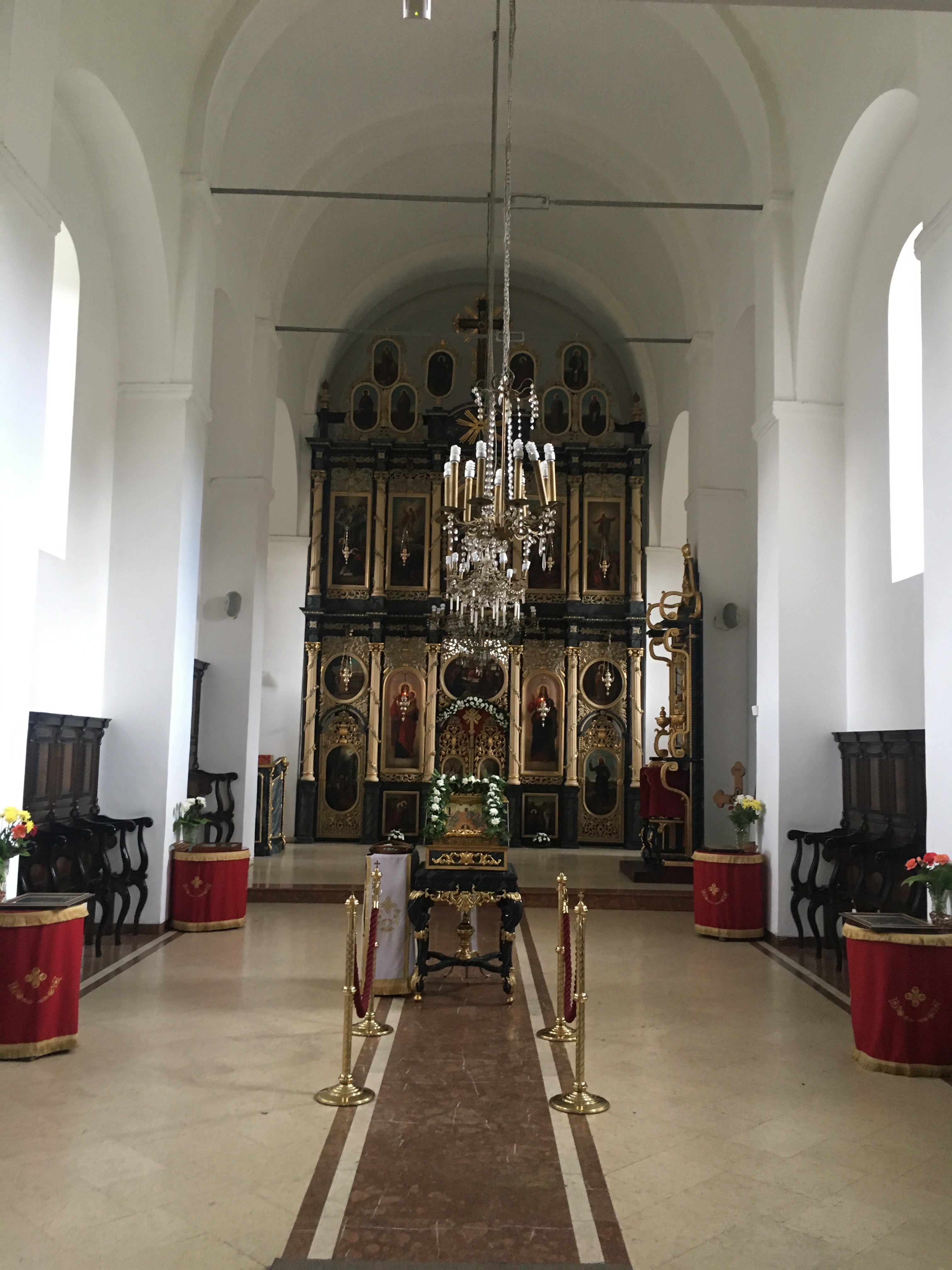
Katedralens interiör mot ikonostasen.
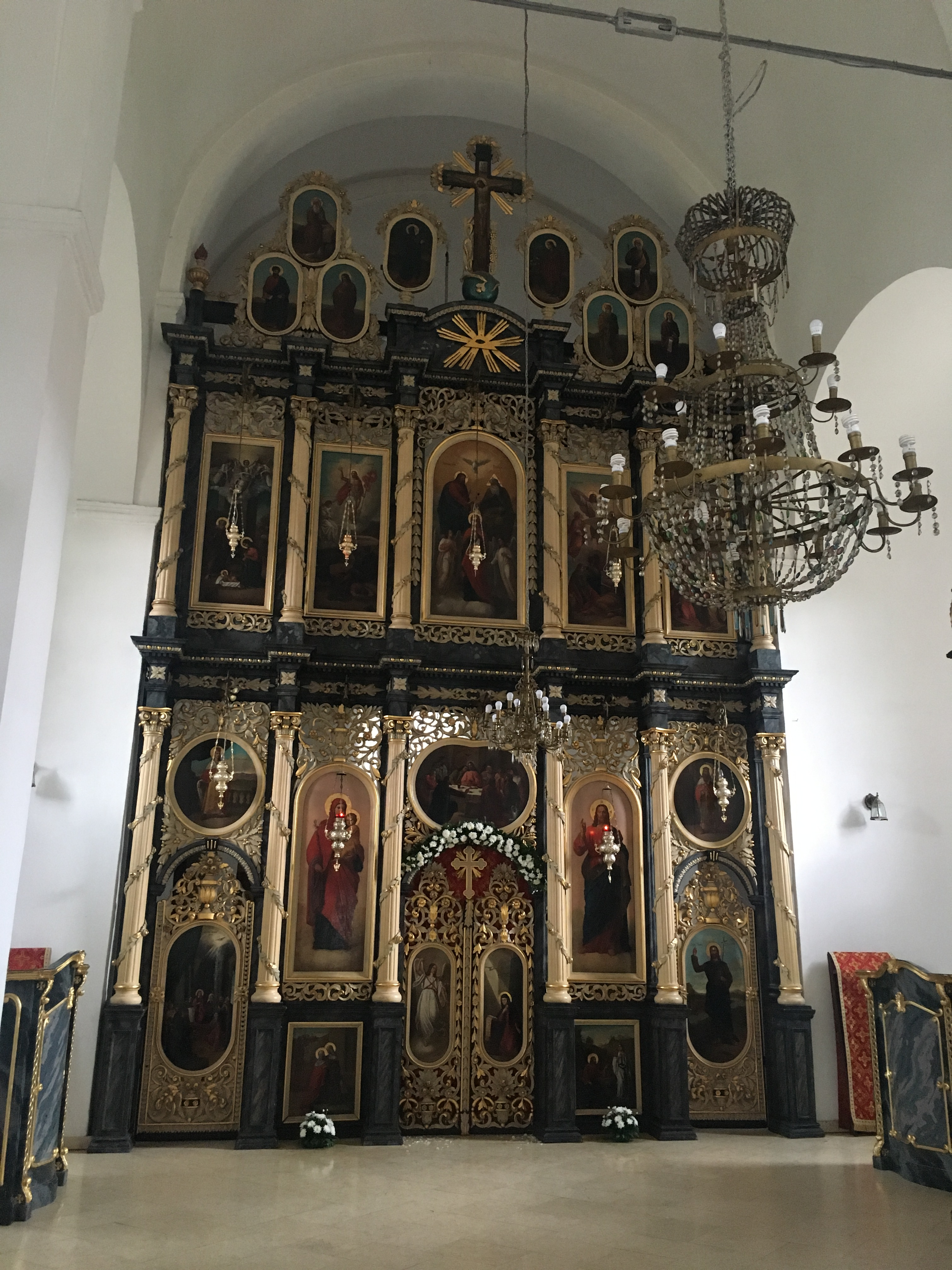
Ikonostasen.
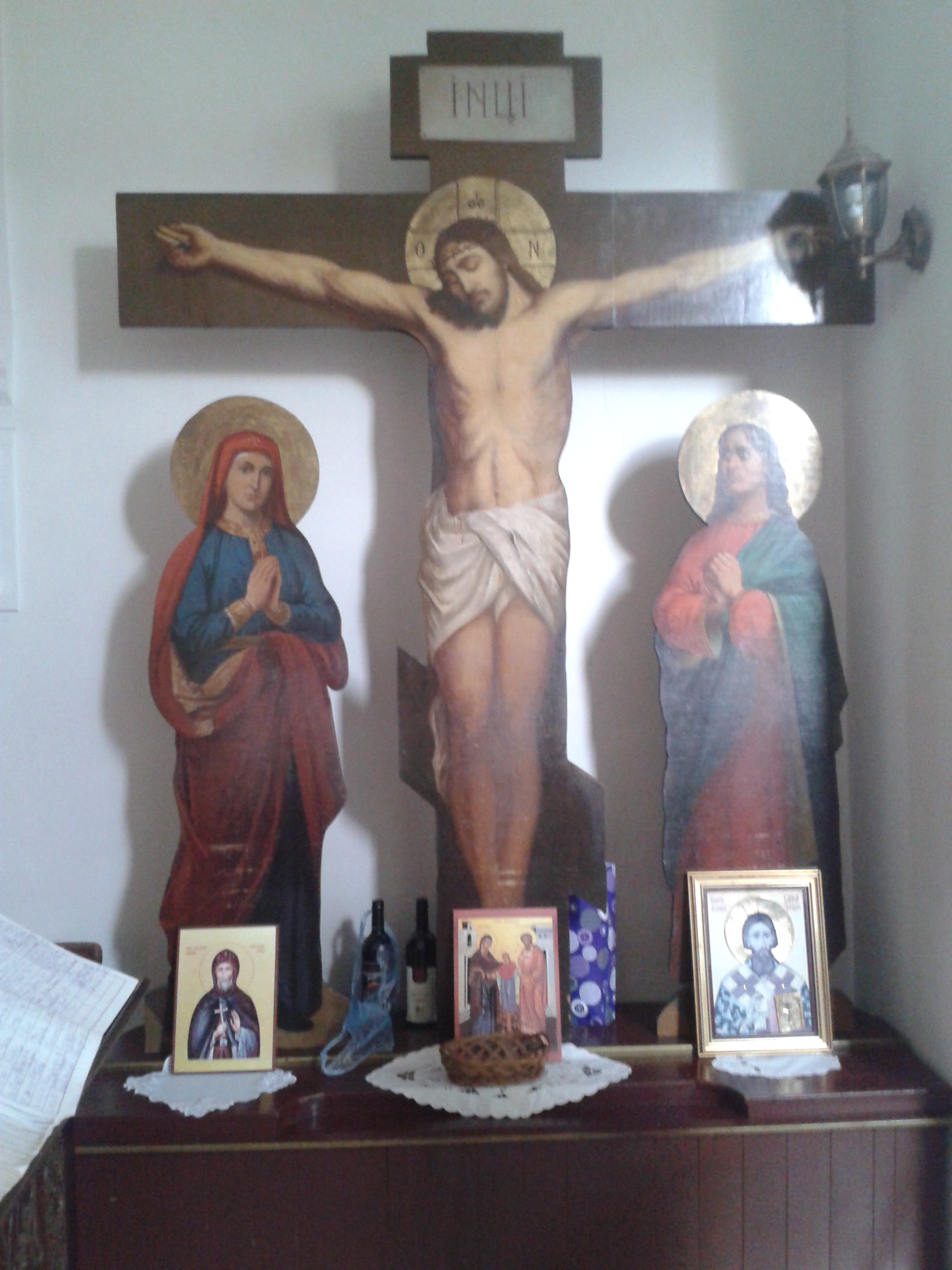
Krucifix.
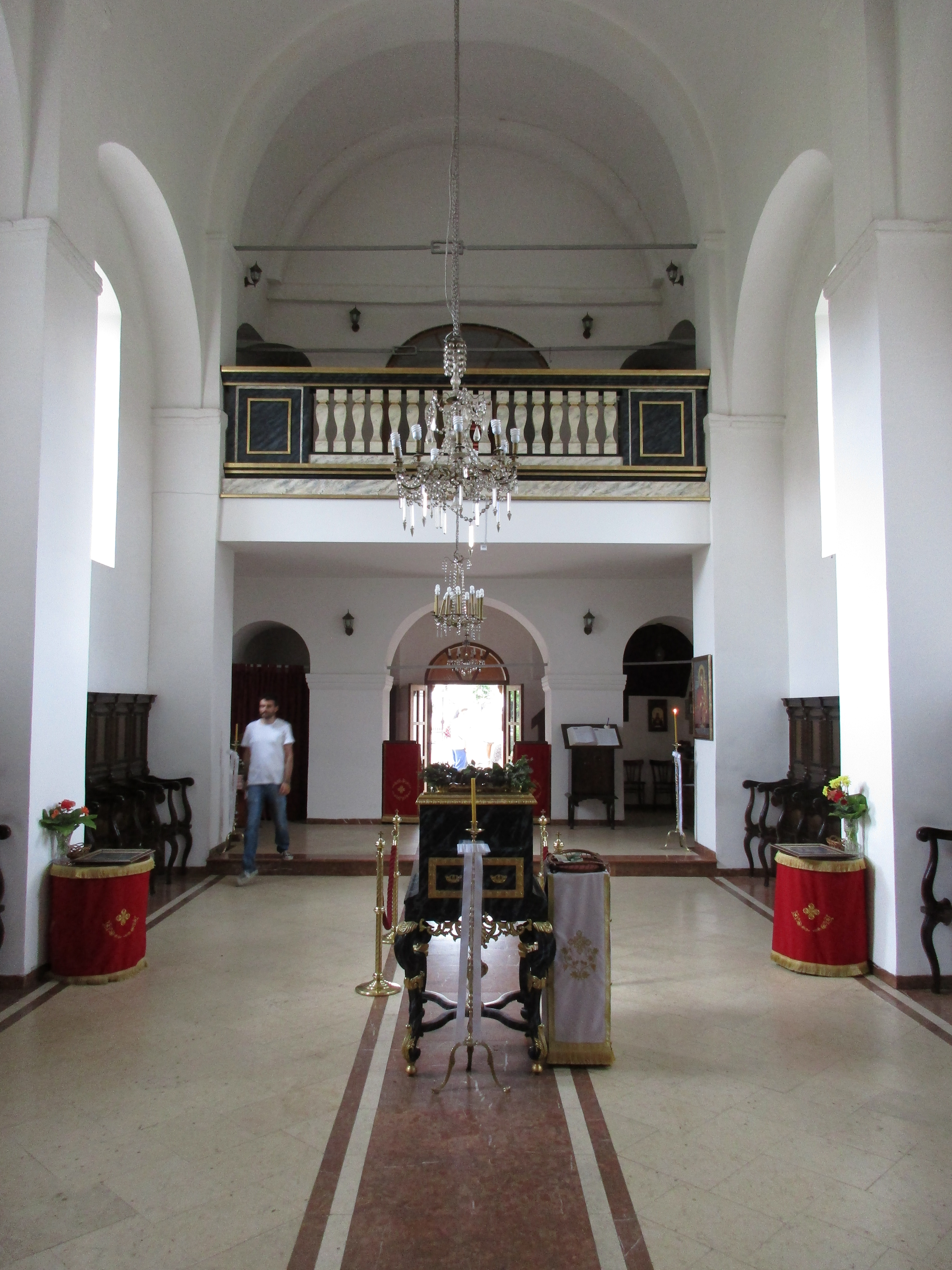
Interiören mot ingången.